# Maria Staniszkis
Maria Staniszkis z domu Rzętkowska (ur. 20 października 1911, zm. 4 grudnia 2004) – polska adwokat, radca prawny, członkini Obozu Narodowo-Radykalnego.

## Życie prywatne
Była córką Kazimierza Rzętkowskiego (dr nauk medycznych) i Jadwigi z Werników. Miała siostrę Jadwigę i brata Andrzeja. Jej mężem był Witold Wincenty Staniszkis. Miała dwoje dzieci: Jadwigę i Witolda.

## Życiorys
Studiowała prawo na Wydziale Prawa Uniwersytetu Warszawskiego (1929-1933), gdzie w 1934 rozpoczęła studia doktoranckie. Była działaczką OWP. W okresie legalnej działalności ONR stała na czele jego Sekcji Kobiecej. Później związała się z RNR „Falanga”. Była publicystką prasy narodowo-radykalnej. W 1936 stanęła na czele sekcji propagandowej Okręgowego Wydziału Sokolic Dzielnicy Mazowieckiej TG „Sokół”.
Po wojnie współtworzyła Stowarzyszenie Radców Prawnych w Polsce. W 1983 została pierwszym kierownikiem Ośrodka Badawczego Radców Prawnych.
Uhonorowana odznaką „Adwokatura PRL”, odznaczona Krzyżem Komandorskim Orderu Odrodzenia Polski.
Pochowana na warszawskim cmentarzu Powązkowskim w Warszawie (kwatera 11-3-1).

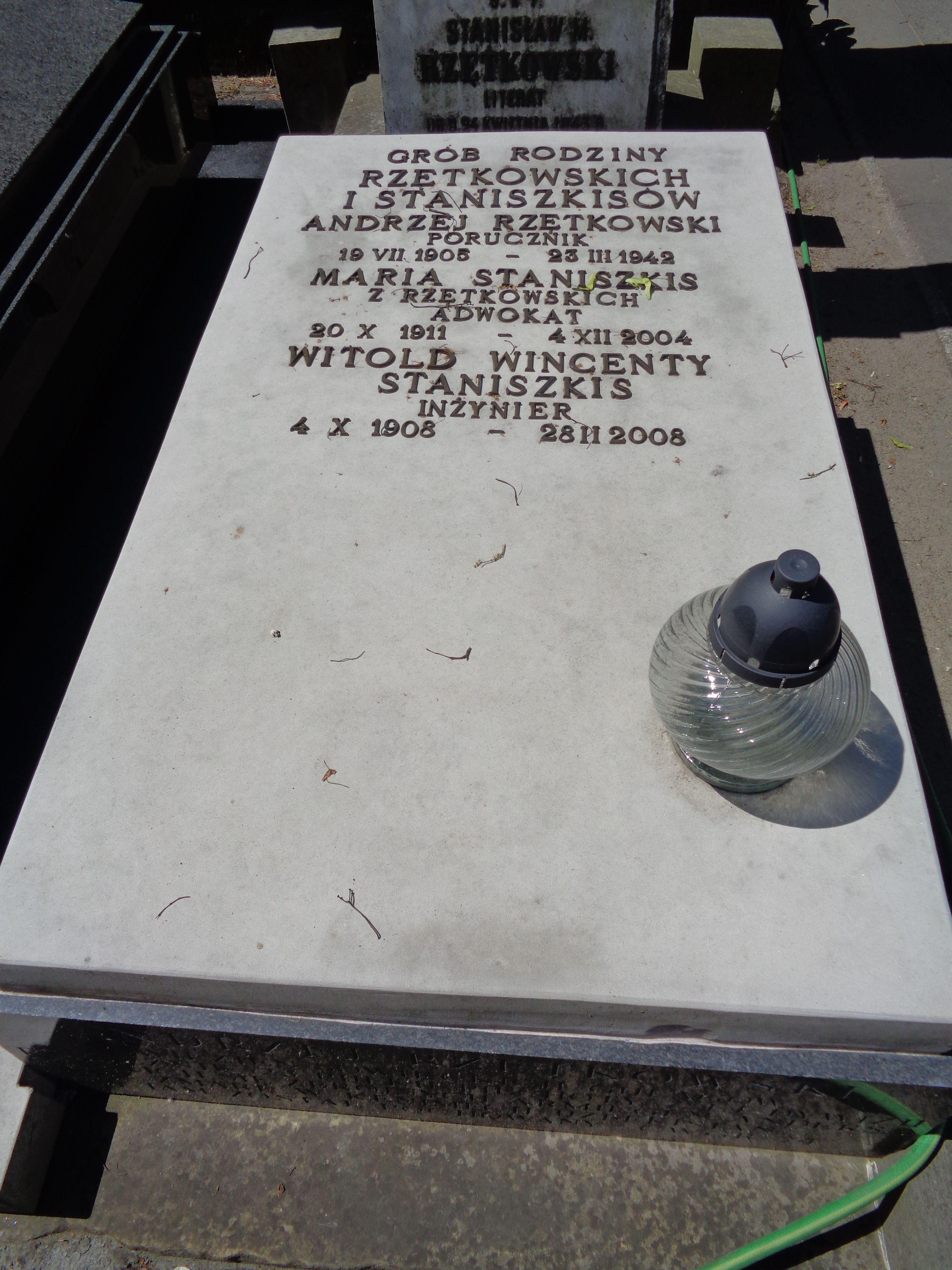
Grób Witolda Wincentego i Marii Staniszkisów na cmentarzu Powązkowskim

## Publikacje
- Adwokaci i aplikanci adwokaccy w innych obozach jeńców (fragmenty), „Palestra”, 27, 1983, nr 8 (308), s. 38-39.
- Kobieta w Obozie Wielkiej Polski, Warszawa 1933.